# Marina Petrella
Marina Petrella, alias Virginia, nacida en Roma el 23 de agosto de 1954, es una antigua activista italiana, integrante de las llamadas 'Brigadas Rojas'.
Condenada a cadena perpetua en 1992 por el asesinato de un policía, actualmente las autoridades italianas reclaman su extradición a Francia, país al que llegó en 1993 gracias a la Doctrina Mitterrand. Detenida en 2007, el 12 de octubre de 2008, el Presidente Nicolás Sarkozy denegó la extradición por razones humanitarias.